# جراحة المجازة المعدية
تشير جراحة المجازة المَعِدِيّة (بالإنجليزية: Gastric bypass surgery)‏ إلى عملية تقسم فيها المعدة إلى جيب علوي صغير وجيب سفلي أكبر بكثير (بقاوة) ثم يعاد ترتيب الأمعاء الدقيقة لتتصل بكليهما. طور الجرّاحون عدة طرق مختلفة لإعادة توصيل الأمعاء، ما يؤدي إلى العديد من إجراءات المجازات المعدية المختلفة (GBP). التي تؤدي إلى انخفاض ملحوظ في الحجم الوظيفي للمعدة، مصحوبة بتغيير في الاستجابة الفسيولوجية والجسدية للطعام.
توصف العملية من أجل علاج السمنة المرضية (التي يصل مؤشر كتلة الجسم فيها إلى أكثر من 40)، ومرض السكري من النمط الثاني، وارتفاع ضغط الدم، وتوقف التنفس أثناء النوم، وغيرها من الحالات المرضية المصاحبة. جراحة السمنة هي المصطلح الذي يشمل جميع العلاجات الجراحية للسمنة المرضية، وليس فقط المجازات المعدية، والتي تشكل فئة واحدة فقط من هذه العمليات. ويقلل فقدان الوزن الناتج -الذي عادة ما يكون دراماتيكيًا- من الأمراض المصاحبة. تبين أن معدل الوفيات على المدى الطويل لمرضى المجازة المعدية قد انخفض بنسبة تصل إلى 40%. مثلما هو الحال مع جميع العمليات الجراحية، قد تحدث مضاعفات. كشفت دراسة من 2005 إلى 2006 أن 15% من المرضى يعانون من مضاعفات نتيجة المجازة المعدية، بالإضافة إلى التسبب بالوفاة لـ0.5% من المرضى في غضون ستة أشهر من الجراحة بسبب المضاعفات. بين تحليل تلوي لـ 174772 مشارك نُشر في مجلة لانسيت في عام 2021 أن جراحة علاج البدانة كانت مرتبطة بانخفاض 59% و30% في جميع أسباب الوفيات بين البالغين المصابين بالسمنة سواء كانوا مصابين بداء السكري من النمط الثاني أو غير مصابين به. وجد هذا التحليل التلوي أيضًا أن متوسط العمر المتوقع كان أطول بـ 9.3 سنوات للبالغين المصابين بالسمنة المصابين بداء السكري الذين خضعوا لجراحة علاج السمنة مقارنة بالرعاية الروتينية (غير الجراحية)، في حين أن متوسط العمر المتوقع كان أطول بـ 5.1 سنة للبالغين الذين يعانون من السمنة المفرطة غير المصابين بداء السكري.

## الاستخدامات
تستطب المجازة المعدية في العلاج الجراحي للسمنة المرضية، وهو التشخيص الذي يجرى عندما يكون المريض يعاني من السمنة المفرطة، ويكون غير قادر على تحقيق فقدان الوزن بشكل مرضِ ومستدام من خلال الجهود الغذائية، ويعاني من حالات مرضية تهدد الحياة أو إعاقة خطيرة لنوعية الحياة.
قبل عام 1991، فسر الأطباء السمنة الخطيرة على أنها تزيد ما لا يقل عن 100 رطل (45 كجم) من وزن الجسم المثالي، وهو وزن الجسم المحدد والذي يُقدر أنه يساعد على أن يعيش المرء أطول فترة ممكنة، وفقًا لما تحدده شركات التأمين على الحياة. فشل هذا المعيار للأشخاص ذوي القامة القصيرة.
في عام 1991، رعت المعاهد الوطنية للصحة (NIH) لجنة اجتماع جماعي حددت توصياتها للمعيار الحالي للنظر في العلاج الجراحي، وهو مؤشر كتلة الجسم (BMI). يُعرَّف مؤشر كتلة الجسم بأنه وزن الجسم (بالكيلوجرام) مقسومًا على مربع الطول (بالأمتار). يعبر عن النتيجة كرقم بوحدات الكيلوجرام لكل متر مربع. في البالغين الأصحاء، يتراوح مؤشر كتلة الجسم من 18.5 إلى 24.9، مع اعتبار مؤشر كتلة الجسم أعلى من 30 يعانون من السمنة، بينما يعد مؤشر كتلة الجسم أقل من 18.5 يعانون من نقص الوزن.
أوصت لجنة الإجماع في المعاهد الوطنية للصحة (NIH) بالمعايير التالية للنظر في جراحة السمنة، بما في ذلك إجراءات تحويل مسار المعدة:
- الأشخاص الذين لديهم مؤشر كتلة الجسم 40 أو أعلى
- الأشخاص الذين يبلغ مؤشر كتلة الجسم لديهم 35 أو أعلى ولديهم حالة مرضية مصاحبة أو أكثر [3]

كما شددت لجنة الإجماع على ضرورة توفير رعاية متعددة التخصصات لمريض جراحة السمنة من قبل فريق من الأطباء والمعالجين لإدارة الأمراض المصاحبة والتغذية والنشاط البدني والسلوك والاحتياجات النفسية. يعد الإجراء الجراحي أفضل وسيلة تمكن المريض من تغيير نمط الحياة وعادات الأكل، وتحقيق علاج فعال ودائم للسمنة وسلوك الأكل.
منذ عام 1991، أدت التطورات الرئيسية في مجال جراحة السمنة، وخاصة تنظير البطن، إلى تقادم بعض استنتاجات لجنة المعاهد الوطنية للصحة. في عام 2004، قامت الجمعية الأمريكية لجراحة السمنة (ASBS) برعاية مؤتمر إجماعي قام بتحديث الأدلة والاستنتاجات التي توصلت إليها لجنة المعاهد الوطنية للصحة. توصل هذا المؤتمر، المؤلف من أطباء وعلماء من كل من التخصصات الجراحية وغير الجراحية، إلى عدة استنتاجات، منها:
- جراحة السمنة هي العلاج الأكثر فعالية للسمنة المرضية
- تحويل مسار المعدة هو واحد من أربعة أنواع من عمليات السمنة المرضية
- جراحة المناظير فعالة وآمنة مثل الجراحة المفتوحة
- يجب أن يخضع المرضى لتقييم شامل قبل الجراحة وأن يحصلوا على دعم متعدد التخصصات للحصول على أفضل النتائج

## التقنيات الجراحية
تمثل المجازة المعدية -بأشكالها المختلفة- الغالبية العظمى من العمليات الجراحية لعلاج السمنة المجراة. وتشير التقديرات إلى أنه أجري 200000 من هذه العمليات في الولايات المتحدة في عام 2008.
تجرى الجراحة بالمنظار باستخدام عدة شقوق أو منافذ صغيرة: أحدها لإدخال تلسكوب جراحي متصل بكاميرا فيديو، والآخر من أجل السماح بالوصول إلى أدوات الجراحة المتخصصة. يشاهد الجراح العملية على شاشة فيديو. يُطلق على تنظير البطن أيضًا جراحة الوصول المحدود، والتي تعكس القيود المفروضة على التعامل مع الأنسجة والشعور بها وأيضًا الدقة المحدودة والثنائية الأبعاد لصورة الفيديو. من خلال الخبرة، يمكن لجراح تنظير البطن الماهر إجراء معظم الإجراءات بسرعة كما هو الحال مع شق مفتوح - مع خيار استخدام شق إذا دعت الحاجة إلى ذلك.
تُعد المجازة المعدية بالمنظار Roux-en-Y، التي أجريت لأول مرة في عام 1993، واحدة من أصعب الإجراءات التي يمكن إجراؤها من خلال تقنيات الوصول المحدودة، ولكن استخدام هذه الطريقة أدى إلى انتشار العملية بشكل كبير بسبب الفوائد المرتبطة بها مثل قصر مدة البقاء في المستشفى، وتقليل الانزعاج، ووقت أقصر للشفاء، وتندب أقل، والحد الأدنى من خطر الفتق الجراحي.

### الخصائص الأساسية
تتكون عملية تحويل مسار المعدة من:
- تكوين كيس صغير بحجم الإبهام (15-30 مل/1-2 ملعقة كبيرة) من الجزء العلوي من المعدة، مصحوبًا بمجرى جانبي للمعدة المتبقية (نحو 400 مل ومتغير). يقيد هذا حجم الطعام الذي يمكن تناوله. يمكن تقسيم المعدة ببساطة (مثل جدار بين غرفتين في منزل أو مقصورتين للمكتب بجوار بعضهما البعض مع وجود جدار فاصل بينهما - وعادةً باستخدام دبابيس جراحية)، أو يمكن تقسيمها كليًا إلى قسمين أجزاء منفصلة (أيضًا مع دبابيس). عادة ما تتم الدعوة إلى التقسيم الكلي (الأجزاء المنفصلة/المفصولة) لتقليل احتمالية شفاء جزأين من المعدة معًا (ناسور) وإلغاء العملية.
- إعادة بناء الجهاز الهضمي لتمكين تصريف كلا الجزأين من المعدة. تنتج التقنية الخاصة المستخدمة في عملية إعادة البناء هذه عدة أنواع مختلفة من مغايرات العملية، تختلف أطوال الأمعاء الدقيقة المستخدمة، ودرجة تأثر امتصاص الطعام، واحتمال حدوث آثار غذائية ضارة. عادة، يقرب جزء من الأمعاء الدقيقة (يسمى الطرف الهضمي) إلى بقايا المعدة القريبة.

## نتائج وفوائد صحية لجراحة المجازة المعدية
أشارت معظم الدراسات الكبيرة لجراحة المجازة المعدية إلى فقدان 65-80% من وزن الجسم الزائد بالأشخاص الذين خضعوا للعملية. أما النتائج الأكثر أهمية طبيًا فتشمل انخفاض هائل في المراضة المشتركة:
- يتم تصحيح فرط شحميات الدم في أكثر من 70% من المرضى.
- يتوقف فرط ضغط الدم الأساسي في أكثر من 70% من المرضى، وعادة ما يتم تخفيض كمية الأدوية خافضة ضغط الدم عند الباقي.
- يتحسّن انقطاع النفس الانسدادي النومي بشكل ملحوظ مع فقدان الوزن وجراحة علاج البدانة قد يكون علاج لانقطاع النفس النومي. وعادة ما يقلّ الشخير أيضًا في معظم المرضى.
- يُزال مرض سكري النمط الثاني في ما يصل إلى 90% من المرضى،[5] وعادة ما يؤدي إلى مستويات طبيعية لسكر الدم من دون أي دواء، وأحيانًا في غضون بضعة أيام من الجراحة.[6][7]